# مزرعه شیخ ابوالحسن
مزرعه شیخ ابوالحسن روستایی در دهستان مازول بخش مرکزی شهرستان نیشابور استان خراسان رضوی ایران است.

## جمعیت
بر پایه سرشماری عمومی نفوس و مسکن در سال ۱۳۹۵ جمعیت این روستا ۳۰ نفر (۱۲خانوار) بوده‌است.